# Rhaebo ecuadorensis
Rhaebo ecuadorensis é uma espécie de anfíbio da família Bufonidae. Pode ser encontrada na Bolívia, Brasil, Peru, Equador e Colômbia.